# Granö, Helsingfors
Granö (på finska Kuusisaari) är en ö och en del av Munksnäs distrikt i Helsingfors stad. Ön ligger i stadens västra del, nära gränsen till Esbo. Området präglas av dyrare villabebyggelse.
Ön har broförbindelse till den närbelägna ön Lövö och därifrån vidare till Esbo samt Munksnäs. På Granö finns bland annat Didrichsens konst- och kulturmuseum och Gyllenbergs konstmuseum samt Bulgariens, Indonesiens, Japans, Sydkoreas, Tysklands och Ungerns ambassader.

## Historia
För områdets historia före 1945, se historieavsnittet i artikeln Munksnäs. 